# Fotofosforylering

Fotofosforylering door lichtafhankelijke reacties van de fotosynthese op het membraan van een thylakoïde

Fotofosforylering is de productie van ATP door het gebruik van de energie uit het zonlicht. Bij de fotofosforylering wordt de energie uit het licht gebruikt voor het maken van een hoogenergie donor en een laagenergie ontvanger. Elektronen gaan dan spontaan van de donor naar de ontvanger via een elektronentransportketen.

## Cyclische fotofosforylering
Cyclische fotofosforylering vindt plaats op het membraan van een thylakoïde. Bij een cyclische elektronenstroom begint het elektron in het pigment fotosysteem I en gaat van de eerste ontvanger over naar het ferredoxine. Vervolgens gaat het elektron naar het cytochroom b6f (vergelijkbaar met het complex dat in mitochondriën plaatsvindt), daarna naar het plastocyanine om vervolgens weer naar het chlorophyl terug te gaan. Deze transportketen geeft een protonbewegende kracht, pompend H+ ionen over het membraan. Dit geeft een concentratie gradiënt dat door ATP-synthetase gebruikt kan worden gedurende de chemiosmose. In tegenstelling tot de niet-cyclische fotofosforylering neemt het NADP+ geen elektronen op maar stuurt ze in plaats daarvan terug naar het fotosysteem I.
Bij bacteriële fotosynthese, waarbij een enkelvoudig fotosysteem gebruikt wordt, vindt cyclische fotofosforylering plaats. Vooral bij anaerobe omstandigheden, bij hoge straling en bij het CO2 compensatiepunt vindt de cyclische fotofosforylering plaats.

## Niet-cyclische fotofosforylering
Niet-cyclische fotofosforylering is een twee staps proces, waarbij twee verschillende chlorofyl fotosystemen betrokken zijn. Niet-cyclische fotofosforylatie vindt plaats op het membraan van een thylakoïde in chloroplasten. Allereerst wordt een molecuul water door fotolyse gesplitst in 2H+ + 1/2 O2 + 2e−. De twee elektronen van het molecuul water blijven in het fotosysteem II, terwijl de 2H+ en 1/2O2 voor verder gebruik achterblijven. Vervolgens wordt een foton geabsorbeerd door de chlorophyl pigmenten rondom het reactiekerncentrum van het fotosysteem. Het licht slaat de elektronen van elk pigment aan waardoor een kettingreactie op gang komt, waarbij energie overgedragen wordt aan de kern van het fotosysteem II. Hierdoor worden de twee elektronen, die overgedragen zijn aan de primaire elektronenontvanger feofytine, aangeslagen. Het tekort aan elektronen wordt aangevuld door de elektronen van een ander molecuul water. De elektronen overgedragen van feofytine naar plastoquinone gaan naar plastocyanine en zorgen zo voor de benodigde energie voor het pompen van waterstofionen (H+) in de thylakoïde ruimte. Dit geeft een gradiënt waardoor H+-ionen terugstromen in het stroma van de chloroplast en die zo de benodigde energie voor de regeneratie van ATP leveren.
Het fotosysteem II complex vervangt de verloren elektronen uit een externe bron. De twee andere elektronen gaan niet terug naar het fotosysteem II. In plaats daarvan worden de nog steeds aangeslagen elektronen getransporteerd naar een fotosysteem I complex, dat haar energie niveau naar een hoger niveau brengt door gebruik te maken van een tweede foton. De sterk aangeslagen elektronen worden naar het ontvangende molecuul getransporteerd, maar worden deze keer overgebracht door het enzym ferredoxine-NADP+ reductase. Dit enzym katalyseert de volgende reactie:
NADP+ + 2H+ + 2e− → NADPH + H+
Hierbij worden de H+-ionen gebruikt afkomstig van het gesplitste molecuul water en wordt 1/2O2, ATP, en NADPH+H+ gevormd met gebruik van fotonen en water.
De concentratie van NADPH in de chloroplast bepaalt mogelijk welk type fotofosforylering gebruikt wordt voor de vorming van elektronen door de lichtreactie. Wanneer de chloroplast een laag gehalte aan ATP heeft voor de Calvincyclus zal NADPH toenemen en zal de plant mogelijk overschakelen van een niet-cyclische naar een cyclische elektronenstroom.